# Charles Le Ray de Chaumont
Pour les articles homonymes, voir Le Ray (homonymie).
Charles Le Ray de Chaumont, marquis de Saint-Paul, est un homme politique et un philanthrope français né le 23 décembre 1840 à Paris et mort le 3 octobre 1915 à Paris.
Maire de la ville de Chécy, délégué cantonal puis conseiller général du canton d'Orléans-Nord-Est, fondateur et président de l'association amicale des anciens combattants 1870-1871, président de la société des sauveteurs médaillés du Loiret, président de la société de secours mutuels de Chécy, membre honoraire de la société générale de secours mutuels et de retraites d'Orléans, membre fondateur du Dîner de la Loire, membre du comité du Cercle agricole de Paris, membre de la société des agriculteurs de France, membre du conseil d'administration du jardin d'acclimatation, président du comité des habitations ouvrières à bon marché d'Orléans, membre du comité de patronage des habitations à bon marché et de la prévoyance sociale du Loiret, vice-président, pour l'arrondissement d'Orléans, de la Ligue de défense contre la tuberculose dans le département du Loiret, vice-président de la société d'horticulture d'Orléans et du Loiret, entre autres fonctions.

## Biographie
Fils de James Le Ray de Chaumont, marquis de Saint-Paul, lui-même petit-fils de Jacques-Donatien Le Ray de Chaumont, et de Louise Jenny de Valori, Charles Le Ray de Chaumont naît à Paris le 23 décembre 1840 sous le régime de la monarchie de Juillet du Royaume de France.
Se fondant sur les lettres patentes du roi Louis XIV portant érection en marquisat pour la terre de Saint-Paul et autorisant la transmission féminine[réf. nécessaire], son grand-père maternel, Henri Zozime, Marquis de Valori d'Estilly, autorise, par contrat de mariage, son père, James Le Ray de Chaumont, à prendre le titre de Marquis de Saint-Paul[réf. nécessaire], pour lui et la descendance issue de son mariage avec Jenny de Valori, sa femme, à l'exclusion des enfants d'un autre lit. Il est ainsi le dernier Marquis de Saint-Paul.
Il épouse, le 21 novembre 1866, à Paris, Marie Charlotte Diane Feydeau de Brou, avec laquelle il n'aura pas d'enfant.
Il est promu, le 9 juillet 1869, capitaine du 3e bataillon du 37e régiment de garde mobile du Loiret puis participe à la campagne du Siège de Paris au cours de la guerre franco-allemande de 1870.
Il est nommé Chevalier de la Légion d'Honneur le 10 octobre 1871, en sa qualité de capitaine à la garde mobile militaire du Loiret.
Il semble qu'il ait acquis, en 1879, un hôtel particulier situé dans le 8e arrondissement de Paris, au 3 de la rue Roquépine, qui restera connu comme l'hôtel de Saint-Paul.
Il meurt au cours de la Troisième République, pendant la Première Guerre mondiale, le 3 octobre 1915, à 20 heures, à son domicile situé dans le huitième arrondissement de Paris, au 5 de l'avenue Matignon.

## Carrière politique
Conservateur, il devient actionnaire du journal L'Express du Loiret : journal de l'union conservatrice, créé en 1883 et absorbé, le 1er septembre 1886, par Le Courrier de la campagne.
Il adhère, en 1899, à la Ligue de la patrie française.

### Mandat de maire et de conseiller municipal
En application des dispositions de la loi du 14 avril 1871 portant dissolution des commissions municipales et précisant l'exercice des fonctions de maire, adjoint et présidents de bureau électoraux, les conseils municipaux procèdent aux premières élections municipales de la IIIe République, le 30 avril suivant.
Il est ainsi élu maire de Chécy.
Les élections municipales organisées le 22 novembre 1874 n'ont pas pour conséquence le remplacement des maires et ne donnent lieu à aucune nouvelle investiture. Il conserve donc son mandat à la mairie de Chécy.
Au premier tour de scrutin des élections municipales du 1er mai 1892, sur 513 votants, à Chécy, département du Loiret, il est élu en tête de la liste conservatrice, par 332 voix, avec trois conservateurs. Dix républicains sont par ailleurs élus et il y a deux ballottages, intégrant ainsi le conseil municipal de la commune.
Aux élections municipales du 10 mai 1896, il est réélu, au premier tour de scrutin, maire de Chécy. Trois candidats de sa liste sont par ailleurs élus, le conseil municipal se composant dès lors de onze membres de la liste du Marquis de Saint-Paul et de cinq membres de la liste du maire sortant, Monsieur Dufour.
En tant que maire de Chécy, il organise dans sa commune, une conférence sur la tuberculose donnée par le docteur Fauchon, médecin-adjoint libre à l'Hôtel-Dieu d'Orléans.
Aux élections municipales du 8 mai 1904, la mairie de Chécy, dans le Loiret, connaît deux ballottages, l'élection d'un libéral et d'un radical, le conseil municipal comprenant neuf radicaux et sept libéraux dont le Marquis de Saint-Paul qui obtient, au premier tour de scrutin, sur 509 votants, 309 voix, arrivant ainsi le premier de tous les conseillers élus.

### Mandat de conseiller général (1890-1907)
Élections cantonales d'octobre 1871
Récemment élu maire de Chécy et nommé président de la commission cantonale, il présente sa candidature aux élections cantonales du 8 octobre 1871, pour le canton d'Orléans-Nord-Est, en tant que candidat libéral conservateur. Le périodique Le Journal du Loiret publie, dans son édition du 28 septembre, sa profession de foi :
Mes chers concitoyens,
Je viens solliciter l'honneur de vous représenter au Conseil général.
J'ai pensé qu'au moment où la France inaugurait un régime nouveau, il était du devoir des hommes jeunes et que rien n'attachait au régime déchu de mettre au service de leur patrie toute leur activité et tout leur dévouement. Élevé au milieu de vous, j'ai appris de bonne heure à connaître les besoins et les ressources de notre pays et je vous demande aujourd'hui de me permettre de me consacrer à la défense de vos intérêts. En administration et en politique, ce que je veux, je l'ai toujours voulu. C'est la France gouvernée par la volonté même du pays, expriment dans une assemblée librement élue. C'est une sage décentralisation, s'appuyant sur les libertés communales et cantonales et auxquelles nous aspirons depuis si longtemps. C'est, en un mot, un gouvernement assez fort par lui-même pour braver tous les complots et les révolutions ou les surprises des aventuriers. Je terminerai en protestant de mes sympathies pour le drapeau sous lequel j'ai eu l'honneur de combattre au Siège de Paris, avec les enfants du Loiret. Veuillez agréer, mes chers concitoyens, l'assurance de mon entier dévouement.
Ne recueillant pas le suffrage espéré, au premier tour de scrutin, crédité de 359 voix, contre 874 à Désiré Brouard, maire de Saint-Jean-de-Braye et conseiller sortant, et 706 à Rémi Boucher de Molandon, vice-président de la société archéologique d'Orléans, propriétaire et conseiller municipal de Chécy, sur 2057 votants pour 3516 inscrits, il fait part, par courrier adressé à la presse locale en date du 12 octobre suivant, du désistement de sa candidature.
Élections cantonales de novembre 1877
Fort d'une notoriété acquise, dans son canton, par les services rendus notamment à Chécy, Vemimbert, Bou, Marigny et Boigny, et par ses fonctions de délégué cantonal qui lui ont permis de s'occuper plus spécialement des intérêts de l'Instruction publique, il présente, à nouveau, sa candidature, sous l'étiquette conservatrice. Comme six ans auparavant, il est opposé au conseiller sortant, Désiré Brouard, et au conservateur, Rémi Boucher de Molandon, conseiller municipal de Chécy.
Malgré une très forte percée, il s'incline face à Brouard, n'ayant recueilli que 873 voix, contre 1353 au conseiller sortant, 420 à Boucher de Molandon et 79 au Sieur Dervaux, sur 2751 suffrages exprimés pour 3594 inscrits.
Il est nommé conseiller général du canton d'Orléans-Nord-Est, le 14 avril 1890, en remplacement de Monsieur Brouard, décédé.
Dès sa séance d'investiture, il propose deux motions, qui seront par ailleurs approuvées, la première concernant la modification des tarifs de pénétration de la compagnie des chemins de fer, la seconde relative à l'établissement d'une halte au lieu-dit le Godet, entre Saint-Jean de Braye et Chécy, sur la ligne d'Orléans à Gien. Il profite de cette séance pour attirer l'attention du Préfet du Loiret sur la situation désastreuse dans laquelle se trouvent les communes du canton nord-est et particulièrement celles de Chécy et de Saint-Jean de Braye dont les vignes ont été complètement gelées, la nuit précédente, et qui ont ainsi perdu toutes leurs récoltes.
Le 18 août 1890, il est nommé à la commission des finances du Conseil général. Il est renouvelé, par voie du sort, à cette commission, en séance du 17 août 1891.
Au cours de ce mandat, il œuvre pour un accès facilité aux transports par des motions visant à l'abaissement des tarifs de transport de la Compagnie des chemins de fer d'Orléans, à l'établissement, par la Compagnie des chemins de fer d'Orléans, d'emplacements pouvant servir d'entrepôts aux marchandises reçues ou à expédier par les producteurs ou les commerçants, à l'agrandissement de la Manufacture des tabacs d'Orléans.
La Commission d'administration prie le Conseil général du département du Loiret, réuni en séance du 26 août 1892, d'adopter le principe du vœu de Monsieur le Marquis de Saint-Paul relatif à la suppression des octrois.
À la première séance de la session de septembre 1893 du Conseil général du Loiret, il dépose un vœu tendant à la distribution gratuite, par la pépinière du département, de plants de vignes greffés, à l'abaissement du prix des plans vendus aux viticulteurs et au vote d'un crédit spécial pour pouvoir continuer les distributions gratuites.
Élections cantonales de juillet 1895
Il est réélu, dès le premier tour de scrutin des élections cantonales, le 28 juillet 1895, pour le canton d'Orléans nord-est, ayant recueilli 2767 voix contre 1296 à Émile Rabourdin-Grivot, Maire d'Orléans, sur 4115 suffrages exprimés pour 5215 inscrits.
Il participe, en sa qualité de Conseiller général, au Congrès international d'assistance publique et de bienfaisance privée relatives aux malades, infirmes, incurables et vieillards, qui se tient, du 30 juillet au 5 août, en marge de l'Exposition universelle de 1900.
Élections cantonales de juillet 1901
Il est réélu, dès le premier tour de scrutin, le 21 juillet 1901, au Conseil général du Loiret, pour le canton d'Orléans nord-est, par 2026 voix sur 4 415 inscrits, contre 546 voix à Monsieur Richard.
À la session ordinaire du mois d'avril 1906 du Conseil général, il fait partie de la commission départementale ainsi que de la commission d'administration.
En séance du 25 avril 1906, il soumet au Conseil général un vœu visant au vote d'une subvention de 250 francs qui doit être versée à la souscription générale ouverte en faveur des sinistrés de Courrières. Toujours soucieux de la mobilité dans son canton, il propose, la même année, une motion visant à l'extension du tramway d'Orléans jusqu'à Bionne.
En la session ordinaire d'août 1906, il est nommé membre suppléant de la commission chargée de procéder aux adjudications de produits et de travaux départementaux.
Élections cantonales de juillet 1907
Son état de santé ne le permettant pas, il ne brigue pas un nouveau mandat au Conseil général du Loiret. Ainsi, le 28 juillet 1907, Louis Gallouédec lui succède, comme Conseiller général pour le canton nord-est d’Orléans.

## Ses vues sur le Parlement
Républicain modéré, il se présente dans la première circonscription d'Orléans aux élections législatives du 20 août 1893. Il mène sa campagne sur des questions essentiellement économiques, réclamant le rétablissement de l'équilibre financier, la diminution des charges publiques, par la simplification des rouages administratifs, la suppression des octrois, mais également sociales, exigeant une étude constante des questions ouvrières et la mise en pratique des moyens d'assurer aux faibles et aux travailleurs la protection efficace des lois ainsi qu'un surcroît de liberté pour la création et l'organisation des sociétés de secours mutuels.
Le scrutin ne lui est pas favorable et il s'incline, dès le premier tour, face à Fernand Rabier, député sortant, du parti radical, ayant recueilli 7 676 voix contre 9 673 audit Rabier, sur 22 336 inscrits et 17 592 votants dont 250 bulletins nuls ou blancs étaient à déduire soit 17 345 suffrages exprimés.
Ferme républicain, il apporte son soutien au ministre Méline, républicain progressiste modéré, dans son conclusion d'une alliance avec la Russie, s'opposant ainsi au candidat Rabier, hostile au gouvernement et représentant les socialistes.
Mis en ballottage au premier tour du scrutin des élections législatives, ayant obtenu 7 547 voix contre 8 725 voix à Fernand Rabier, il s'incline, dans la première circonscription d'Orléans, département du Loiret, au scrutin du 22 mai 1898, avec 9 224 voix contre 9 998 voix à Rabier, réélu.
Durant la campagne pour les élections législatives de 1902, il s'oppose notamment au projet sur les retraites ouvrières portées par Millerand, lui préférant l'établissement de caisses de retraite par le biais de la mutualité.

## Œuvres, legs et dons

### L'association amicale des anciens combattants 1870-71
En tant qu'ancien Capitaine aux mobiles du Loiret, décoré, il fonde et est le premier président de l'association des anciens combattants 1870-71, fonctions qu'il occupera jusqu'à son décès.
À l'occasion de la séance du 1er novembre 1914, estimant que son état de santé ne lui permettait plus d'occuper utilement ses fonctions de président, il présente sa démission au bureau. À l'unanimité, sur la proposition du bureau et par acclamation, sa démission est refusée.

### La Société des sauveteurs médaillés du Loiret
Le 29 mai 1892, il est nommé vice-président de la société, en remplacement de Monsieur Lafontaine, précédemment élu président, à la mort de Monsieur Janse.
La Société des sauveteurs médaillés du Loiret a été fondée en 1853, sous la devise Notre âme à Dieu, notre vie à nos semblables. Se fondant sur les statuts de la société qui interdisent toutes discussions sur les questions politiques et religieuses et sous prétexte de favoriser la prospérité constante de la société, certains membres ont pris la décision de proposer, premièrement, qu'une convocation régulière soit adressée à tous les membres pour les obsèques civiles, comme cela est fait pour les enterrements religieux et, secondement, que l'épigraphe Notre âme à Dieu ne figure plus sur les couronnes offertes par la société, à l'occasion de la célébration des obsèques.
Lors d'une assemblée extraordinaire tenue le 16 avril 1905, sous la présidence du Marquis de Saint-Paul, réunissant cinquante-cinq membres, cette proposition est adoptée, au bulletin secret, par 32 voix contre 22.
Le Marquis donne immédiatement sa démission qui est acceptée.

### L'Orphelinat Sainte-Marie et l'École de la Bretauche
En 1872, il met à la disposition de l'administration une médaille d'or destinée à récompenser l'instituteur du canton nord-est d'Orléans qui apporte le plus de zèle pour l'instruction des adultes.
Il renouvelle, en 1873, le don, fait l'année précédente, d'une médaille destinée à récompenser l'instituteur du canton de Chécy qui s'est le plus distingué dans les cours d'adultes, par le nombre de ses élèves réunis et par les résultats obtenus.
Soucieux de l'éducation des plus humbles, il met, dès 1874, à la disposition du conseil municipal de Chécy, une somme de 500 francs destinée à l'acquisition d'un terrain pour la construction d'une maison d'école.
Il fonde, en 1880, sur ses terres de la Bretauche, commune de Chécy, l'Orphelinat Sainte-Marie, établissement de huit places recevant gratuitement des orphelines et les gardant jusqu'à leurs 20 ans, les plaçant ensuite comme ouvrières ou femmes de chambre. Cette institution est dirigée, en 1896, par les religieuses de Marie-Immaculée à Bourges.
Il fait aménager une grande classe pour les filles du pays et prend à sa charge l'intégralité des aménagements du bâtiment.
Le bâtiment se compose, au rez-de-chaussée, une grande classe, une classe, un réfectoire et une petite chapelle qui sera, par la suite, transformée en salle de classe.
Il fait alors construire une autre chapelle donnant sur la cour de récréation. À l'étage, un dortoir de douze lits et les chambres des enseignantes.
L'affaire des religieuses sécularisées de la Bretauche
En pleine période d'expulsion des congrégations, les demoiselles Petitalot, Directrice, et Pinchaud et Brugère, Institutrices de l'École de la Bretauche, comparaissent devant le Tribunal correctionnel d'Orléans, le 19 février 1904, accusées d'avoir enfreint la loi du 4 décembre 1902 relative aux établissements congréganistes. Le Marquis est, quant à lui, accusé d'avoir favorisé l'enseignement clandestin dans l'école lui appartenant.
Défendus par Me Louis Émile Huet, les demoiselles apportent les preuves indiscutables de la sincérité de leur sécularisation arguant du fait qu'elles possèdent, toutes trois, un livret de caisse d'épargne alors que, religieuses, cela leur aurait été impossible. L'Inspection académique a par ailleurs été officiellement informée de la sécularisation de Mademoiselle Petitalot.
Le tribunal déclare cependant que les demoiselles continuent l'Ordre de la Congrégation dont elles faisaient autrefois partie mais ajoute toutefois que, considérant le bien que ne cesse de faire le propriétaire de l'école et les nombreuses misères qu'il soulage, il y a lieu de faire une application bienveillante de la loi.
En conséquence, il les condamne à une amende de 16 francs avec sursis.
Les parties font appel du jugement mais la Cour d'appel d'Orléans, dans un arrêt du 5 juillet 1904, confirme le jugement de première instance.

### Le Comité des habitations ouvrières à bon marché d'Orléans
Le 26 octobre 1901, il est élu président du Comité des habitations ouvrières à bon marché d'Orléans.
Il publie, en novembre 1904, une étude sur les habitations à bon marché, intitulée L'air et le soleil à la maison.
De sa rencontre avec Monsieur Berthier, nait la société 'Le coin de terre et le foyer', œuvre ayant pour objet le développement de l'habitation à bon marché, qui construit, en 1902, sa première maison ouvrière à Orléans.
Sur proposition de la commission des finances du conseil général, il est désigné, en séance du 10 avril 1907, membre du comité de patronage des habitations à bon marché et de la prévoyance sociale, créé en application de la loi Strauss du 12 avril 1906 portant modification et complément à la loi Siegfried du 30 novembre 1894 relative aux habitations bon marché qu'elle abroge et remplace.
En 1908, le conseil d'administration, en gage de sa reconnaissance, lui offre la présidence d'honneur.

### La Ligue contre la tuberculose dans le département du Loiret
Comprenant l'importance considérable de la toute jeune Ligue de défense contre la tuberculose dans le département du Loiret, il n'hésite pas à répondre à l'appel du comité médical d'organisation et accepte de présider la première conférence de la ligue, depuis sa création. Cette dernière est donnée, le 10 avril 1897, à l'Institut, par le Docteur Marfan, professeur agrégé à la Faculté de médecine et médecin des hôpitaux de Paris.
En tant que maire de la commune de Chécy, il accueille et préside sur sa commune, sur sa commune, une conférence sur la tuberculose donnée, le 4 juillet 1897, par le Docteur Fauchon, médecin-adjoint libre à l'Hôtel-Dieu d'Orléans.
Dans la continuité de son engagement auprès de la Ligue, il prend part à la souscription en faveur de cette dernière, à hauteur de 500 francs.
Le 2 décembre 1897, il est élu vice-président, pour l'arrondissement d'Orléans, lors de l'assemblée générale des souscripteurs, fonctions qu'il occupera jusqu'à la fin de ses jours,,,,
Il fait don à la ligue d'un terrain, situé sur ses terres de la Bretauche, à Chécy, au lieu-dit La Mairie, en vue de la construction d'un sanatorium dont la première pierre est posée, le 22 juillet 1900, par Monsieur Humbert, Préfet. À la fin de l'année 1901, le premier pavillon terminé comprend vingt lits et accueille ses premiers malades, le 15 janvier suivant.
Le 29 décembre 1901, Monseigneur Touchet, Évêque d'Orléans et président d'honneur de la ligue procède à la bénédiction du sanatorium du Loiret.
Ce sanatorium, plus que centenaire, accueillant gratuitement, grâce aux dons faits à la Ligue de défense contre la tuberculose, les malades indigents du départements, existe encore aujourd'hui et est devenu un établissement d'hébergement pour personnes âgées dépendantes, le Jardin des Sablons, situé au 16 de la rue de la Mérie.
À la suite de son décès, le conseil d'administration de la société vota une mention de reconnaissance en tant que président d'honneur et de bienfaiteur.

### Souscriptions
Dévoué et généreux, il participe à de nombreuses souscriptions pour différentes causes comme l'indemnisation des propriétaires qui auraient à subir les pertes par suite des vaccinations préventives de la fièvre charbonneuse ou sang de rate, en 1881, en faveur des époux Gilles Beauvilliers, victimes de l'incendie de Chécy, et en faveur des victimes des incendies de Saint-Brisson, en 1892, au profit des veuves et des enfants des ouvriers victimes de la catastrophe du marché du Châtelet, en 1893, pour les victimes du Casino, en 1894, pour les travailleurs de Montceau-les-Mines voulant travailler, en 1901, pour les pêcheurs bretons, en 1903, pour la création d'un cimetière militaire à Orléans, en 1908, pour les sinistrés de Montargis, en 1910, pour le comité constitué en vue de l'achat de l'aéroplane Ville d'Orléans et pour le comité des fêtes d'Orléans, en 1912.

### Fondation de Saint-Paul
Aux termes d'un testament olographe en date du 8 décembre 1908, déposé au rang des minutes de Maître Constantin, Notaire à la résidence de Paris, il prend notamment les dispositions suivantes, donnant et léguant à la société de secours mutuels de Chécy la somme de 20 000 francs et au département du Loiret la somme qui serait nécessaire, au moment de son décès, pour constituer, sur les fonds de l'État français, une rente annuelle de 1 100 francs. Cette somme devait, suivant ses dernières volontés, être répartie également, chaque année, par le Conseil général du département du Loiret, entre les neuf communes et les deux sections de vote faisant partie de la ville d'Orléans qui formaient, au jour du testament, le canton d'Orléans nord-est, une somme de 100 francs revenant ainsi, tous les ans, à chacune des communes du canton. Cette somme devait être attribuée, par les conseils municipaux, à la personne ou à la famille que son infortune imméritée ferait considérer comme la plus intéressante. Les parts afférentes aux deux sections de la ville d'Orléans seraient attribuées par le conseil municipal d'Orléans. Ces dispositions nécessitant des formalités de publication et de notification aux héritiers, telles que prescrites par le décret du 1er février 1896, firent l'objet d'un acte administratif en octobre 1915.
En séance du 2 mai 1916, le conseil général du département du Loiret accepte ce legs.
En vue de l'exécution de ces dispositions testamentaires, le Préfet du département du Loiret demande au notaire liquidateur de ladite succession d'intervenir auprès du Marquis Charles Pierre de Bausset-Roquefort, héritier désigné, pour le versement du capital constitutif de la rente annuelle de 1 100 francs. Le Marquis se trouvant prisonnier de guerre, en traitement au Lazaret de Magdebourg, après avoir été grièvement blessé à Verdun, le 1er avril 1916, alors qu'il combattait comme Sous-Lieutenant au 1er Bataillon de Chasseurs à pied, ces négociations ne peuvent avoir lieu. Cependant, par courrier en date du 16 août suivant, à l'adresse du préfet du département, Maître Constantin indique qu'il est en mesure de verser au département les revenus de la fondation, pour l'année 1916. Il y a donc lieu, pour le Conseil Général, en séance du 30 août suivant, de procéder à la répartition de la somme de 1 100 francs dans les conditions stipulées au testament, soit 100 francs pour chacune des communes de Chécy, Boigny, Bou, Combleux, Donnery, Mardié, Marigny, Saint-Jean de Braye et Semoy ainsi que pour les deux sections d'Orléans. L'attribution de chacune de ces sommes devant être faite au bénéfice, par les conseils municipaux, conformément aux volontés du défunt Marquis de Saint-Paul.

## Publications
La puissance chinoise - Imprimerie Paul Girardot (Orléans) en 1885
L'air et le soleil à la maison (habitations à bon marché) - Gout (Orléans) en 1904